# Контрада С. Арканђело (Беневенто)
Контрада С. Арканђело је насеље у Италији у округу Беневенто, региону Кампанија.
Према процени из 2011. у насељу је живело 36 становника. Насеље се налази на надморској висини од 479 м.